# 由利本莊競技場
29°23′56.3″N 140°2′00.4″E / 29.398972°N 140.033444°E
由利本莊競技場是一間位於日本秋田縣由利本莊市的多功能體育館，於2018年10月1日開幕。目前由日本美津濃體育用品公司進行營運管理。其場館擁有約五千人的座位，且於災害發生時可做為防災基地，做為三千人的災難臨時住所。

## 設施
主要的設施有體育館、子舞台，其他還有劍道道場、柔道道場、體育培訓中心、健身房，以及運動教室。

### 場館主建築
面積達3,458平方公尺(91公尺*38公尺)。最大容量為5,000人。

### 場館副建築
面積達640平方公尺(32公尺*20公尺)，採挑高且開放式的天花板。內部使用大量的木材進行裝潢。

## 建造歷史

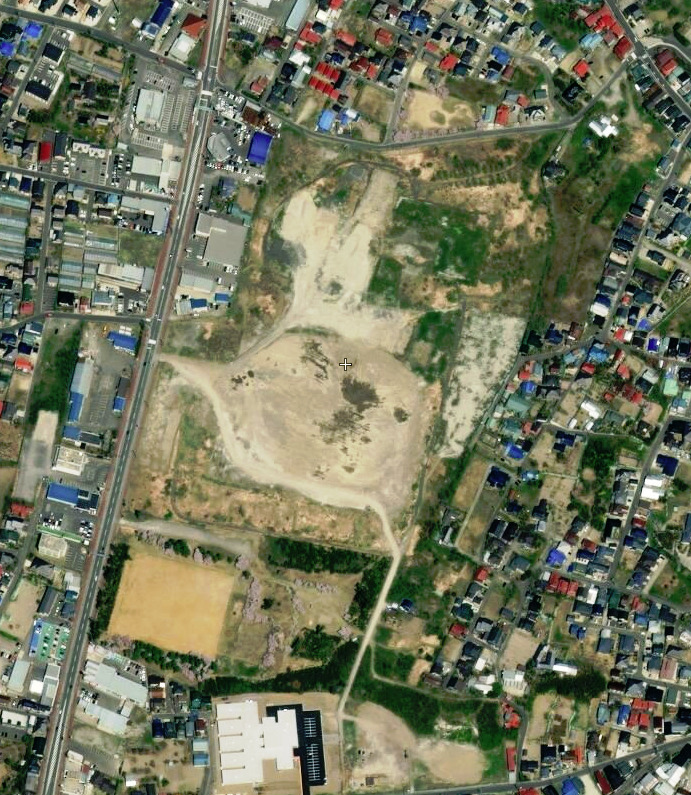
在興建體育館之前的場地空拍圖

體育館所使用之土地為秋田醫院的原訂建設地點，在2003年取消建置計劃後在厚生勞動省及由利本莊市政府的規劃之下，決定將該地點改用於體育、防災和社會福利應用的相關用途上。2005年由本本莊市土地開發公司作為代表取得該塊土地，而市政府預定於2014年前收購回來以進行後續規劃。
2009年時，時任市長成立工作團隊，並於隔年開始討論該塊土地的利用方式。2012年，土地計劃審查委員會正式成立。
2013年時，市政府以計劃審查委員會的報告作為底，制定了基本計劃，未來將建立兼具體育及防災功能的大型場館供公眾進行使用。
2015年，開始進行場地整備，並於隔年開始進行體育館的主建築施工。
此外，場館興建當時適逢日本男子職業籃球聯賽（B聯盟）的成立，雖然全新且具有能容納5千名觀眾能力的由利本莊競技場符合聯盟一級聯賽場地使用的條件，但由於場館周圍的人口基數、與市中心的交通距離等等考量，當地的秋田北部喜悅球隊最終決定還是以CNA競技館秋田作為其主場。

## 開幕
2018年10月6日和7日時的開幕紀念活動，邀請到在該城市出生的前乃木坂46成員生駒里奈參與音樂祭，兩天的活動共吸引了將近7萬名觀眾的參加。
同年12月，秋田縣內第一個職業五人制足球聯賽（F聯賽）隊伍於由利本莊競技場成立。

## 交通概況
- JR 羽後本莊車站轉羽越本線，至體育館站下車。
- JR 秋田站轉秋田本莊線，至由利本莊站下車。

## 外部連結
- 由利本莊競技場的介紹 （页面存档备份，存于）
- 由利本莊競技場的Facebook專頁